# Wimer
Wimer – jednostka osadnicza w Stanach Zjednoczonych, w stanie Oregon, w hrabstwie Jackson.